# Karoline Leavitt
Pour les articles homonymes, voir Leavitt.
Karoline Claire Leavitt, née le 24 août 1997 à Atkinson, dans le New Hampshire occupe le poste d'assistante attachée de presse et rédactrice présidentielle pendant la seconde administration Trump, ainsi que celui de porte-parole pour MAGA Inc., un comité d'action politique pro-Trump.
En 2022, Karoline Leavitt se présente aux élections pour la Chambre des représentants des États-Unis dans la 1re circonscription du New Hampshire, devenant ainsi la deuxième membre de la Génération Z à remporter une primaire pour le Congrès. Elle perd cependant l'élection générale face au titulaire démocrate Chris Pappas.
Elle est ensuite porte-parole nationale pour la campagne présidentielle de Donald Trump en 2024.
Le 15 novembre 2024, le président élu Donald Trump choisit Karoline Leavitt comme porte-parole de la Maison-Blanche pour succéder à Karine Jean-Pierre. En janvier 2025, elle devient ainsi la plus jeune porte-parole de l'histoire des États-Unis.

## Jeunesse et éducation
Karoline Claire Leavitt est née à Atkinson, dans le New Hampshire, où elle a été élevée dans la foi catholique. Sa famille possède une boutique de glaces et un commerce de camions d'occasion à Plaistow,.
Elle fréquente la Central Catholic High School à Lawrence, dans le Massachusetts. Par la suite, elle étudie au Saint Anselm College,, grâce à une bourse pour jouer au NCAA Division II de softball universitaire.
Karoline Leavitt se montre très active sur le campus, en soutenant ouvertement l'administration Trump. Ses tribunes publiées dans le journal de l'université comprennent une défense du décret migratoire de Trump et des critiques à l'encontre des médias,,. Elle fonde également le premier club de broadcast de l'université.
Pendant ses études, Karoline Leavitt travaille chez Hearst Television, à WMUR-TV,. Elle obtient en 2019 des diplômes de baccalauréats en communication et en sciences politiques,.

## Carrière
Au cours de ses études au Saint Anselm College, Karoline Leavitt effectue un stage chez Fox News. L'été précédant sa dernière année d'université, elle fait un stage au Bureau de la correspondance présidentielle à la Maison-Blanche. Elle y retourne brièvement après son diplôme en 2019, avant de rejoindre le Bureau de presse de la Maison-Blanche en tant qu'assistante du secrétaire de presse sous Kayleigh McEnany,. Après la fin de l'administration Trump, elle est engagée comme directrice de la communication pour la représentante de New York Elise Stefanik,.

### Campagne pour le Congrès en 2022

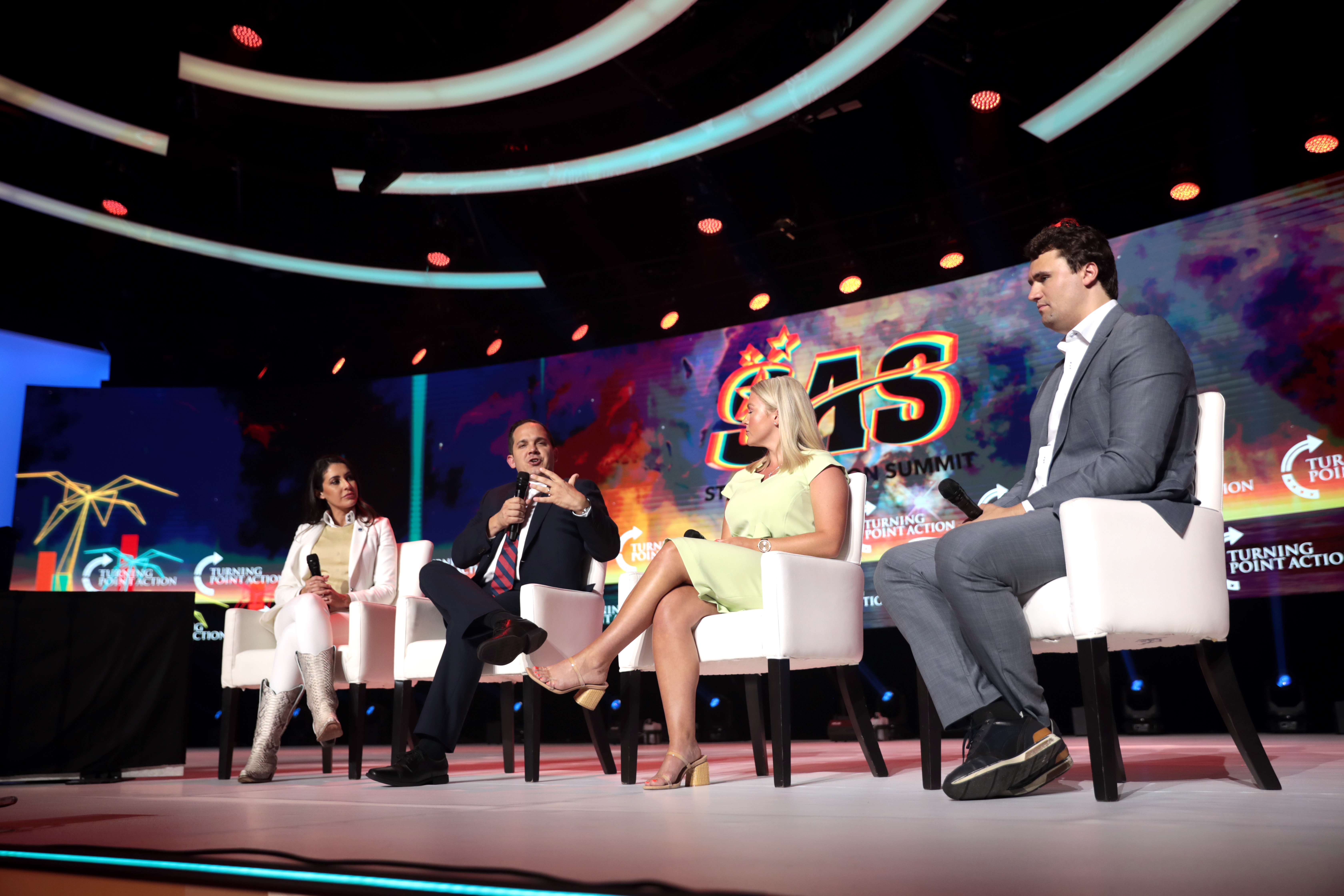
Débattant en juillet 2022 lors de la SAS avec Anna Paulina Luna, Anthony Sabatini.

En 2022, Karoline Leavitt annonce sa candidature pour la Chambre des représentants des États-Unis dans le 1er district du New Hampshire. Sa campagne se concentre sur des valeurs conservatrices, la réduction des impôts, un soutien ferme aux forces de l'ordre et le droit au port d'armes. La primaire républicaine attire l'attention car les deux candidats étaient d'anciens collaborateurs de l'administration Trump.
En septembre 2022, Karoline Leavitt remporte la primaire républicaine contre Matt Mowers avec environ 10 points d'avance. À 25 ans, elle devient la deuxième membre de la Génération Z à remporter une primaire pour le Congrès après Maxwell Frost. Elle perd toutefois l'élection générale face au démocrate Chris Pappas, avec un écart de 8,2 % des voix.
En janvier 2025, Karolin Leavitt révèle, via la modification des documents de sa campagne, qu'elle a accumulé 280 351 € de dettes impayées, et qu'environ 171 000 € de ce montant provenaient de dons de campagne qui dépassaient les plafonds légaux : elle aurait donc dû les rembourser aux donateurs ou les réaffecter, mais ces démarches ne semblent pas avoir été réalisées. De plus, ces dons excessifs n'avaient jamais été déclarés auparavant, en violation de la législation électorale. L'équipe de campagne de Leavitt a rectifié cette omission en modifiant tous les documents de campagne déposés à la  Commission électorale fédérale,.

### Porte-parole du MAGA et commentatrice conservatrice
En avril 2023, Karoline Leavitt devient porte-parole de MAGA Inc., un comité d'action politique pro-Trump.

### Secrétaire de presse de Trump
En janvier 2024, Karoline Leavitt accepte le poste de secrétaire nationale de presse pour la campagne présidentielle de Donald Trump. Le 15 novembre 2024, le président élu Donald Trump la choisit comme porte-parole de la Maison-Blanche pour succéder à Karine Jean-Pierre. Elle prend ses fonctions le 20 janvier 2025.

## Vie personnelle
Karoline Leavitt et Nicholas Riccio, un homme d'affaires de 59 ans, annoncent leur relation en décembre 2023. Elle donne naissance à un fils en juillet 2024 et reprend ses fonctions professionnelles peu après, en s'appuyant sur son mari et sa mère pour la garde de son enfant,. Ils se marient en janvier 2025.
Elle est partisane de l'enseignement privé et attribue à son éducation catholique l'inculcation des valeurs pro-vie, de la discipline et de l'importance du service,.